# ルドルフ・グロスマン

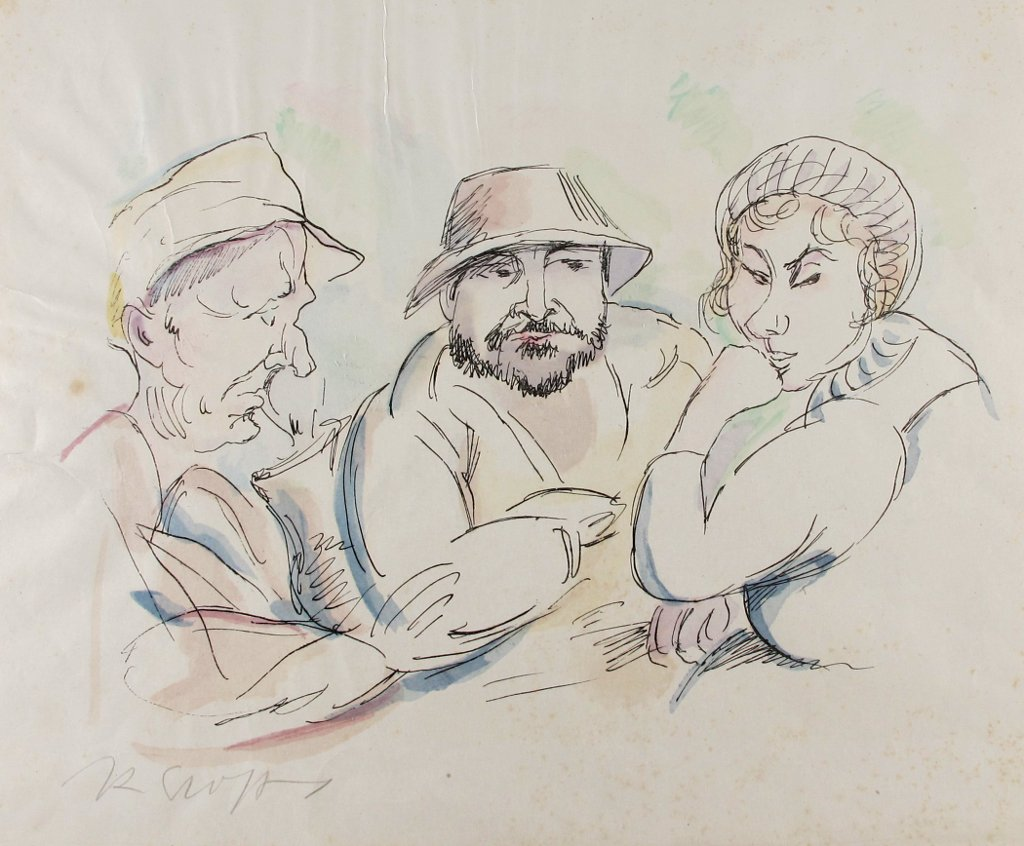
グロスマンによるカールドルフ、プルマン、ツィンマーマンの肖像

ルドルフ・グロスマン（Rudolf Wilhelm Walther Großman、姓は Grossmannとも、1882年1月25日 - 1941年11月28日）はドイツの画家、イラストレーターである。

## 略歴
フライブルク・イム・ブライスガウで生まれた。祖父はバーデン大公国の宮廷画家のデュール(Wilhelm Dürr) で、母親は肖像画家であった。1902年から1904年までミュンヘンで医学、哲学を学んだ後、パリに移り、5年間、パリに滞在した。リュシアン・シモンに学び、はじめはポール・セザンヌの絵に影響を受けた作品を描いた。
ジュール・パスキンと友人になり、共にベルギーやオランダを旅した。その後もフランス各地、ウィーンやブダペスト、ストックホルムへも旅した。表現主義の画家、ハンス・プルマンとも友人となった。
ドイツに戻った後、ベルリンで活動し、イラストレーターとして、当時の有力者の似顔絵を風刺雑誌『ジンプリチシムス』などに掲載した。1928年にベルリンの美術学校の教授となった。「ベルリン分離派」のメンバーとなり、ドイツ芸術家協会(Deutscher Künstlerbund)の会員になった。ナチスが権力を掌握した後は、1934年に教授の地位を解任され、グロスマンの作品は「退廃芸術」に指定され200点ほどの作品が押収された。グロスマンは故郷に引退し1941年に死去した。

## 作品

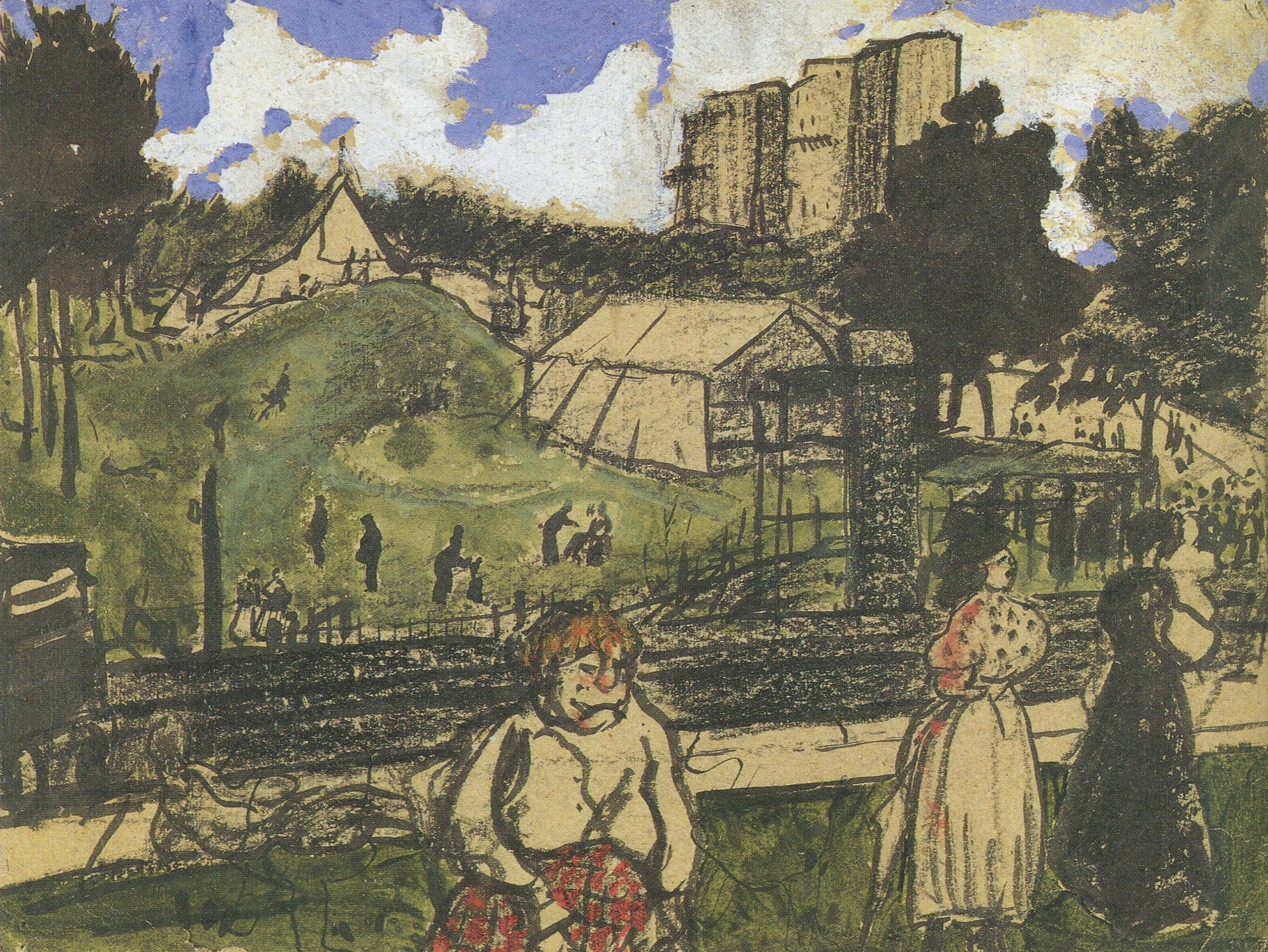
ビュット・ショーモン公園 (1906)
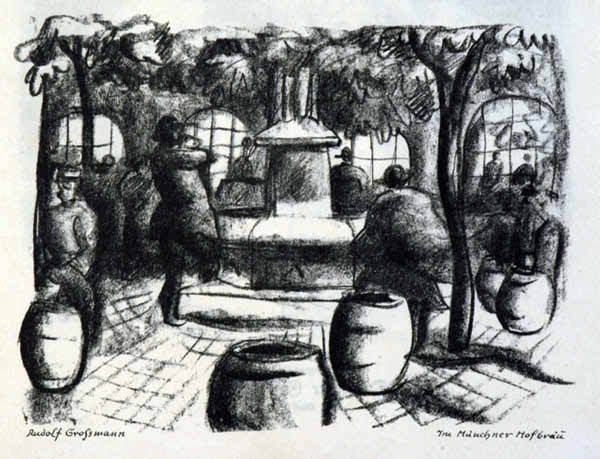
(1916)
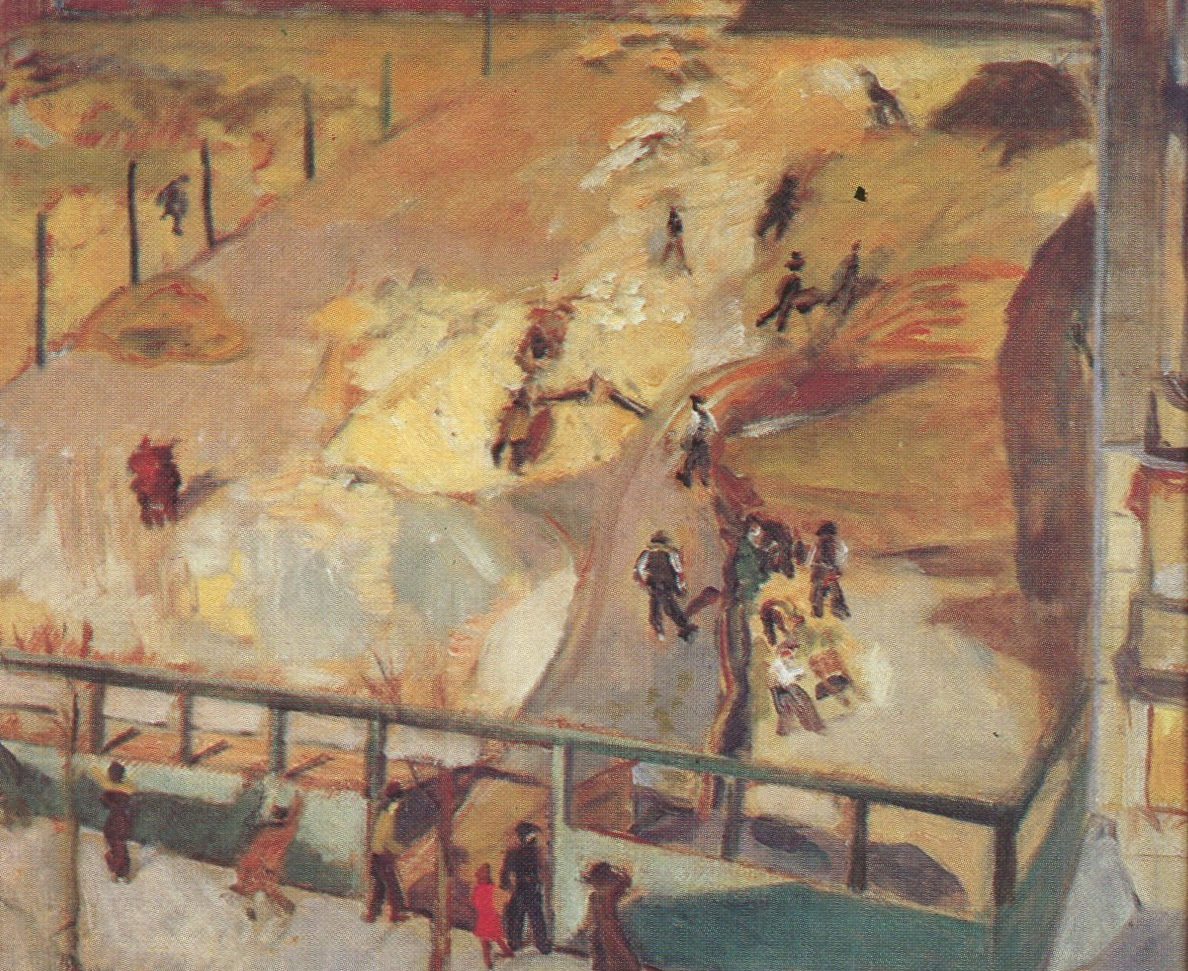
工事現場 (1925)

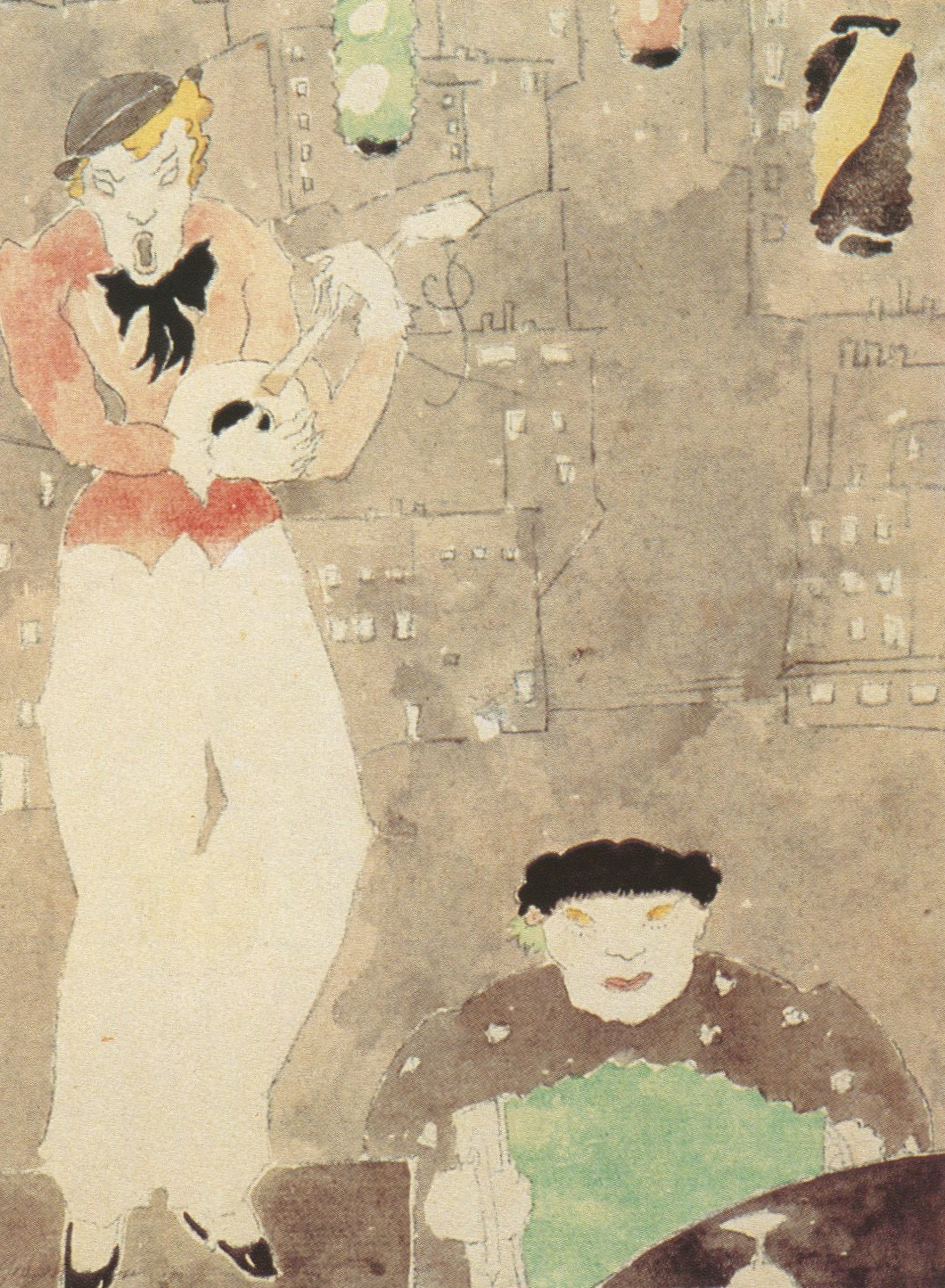
音楽家 (1918)
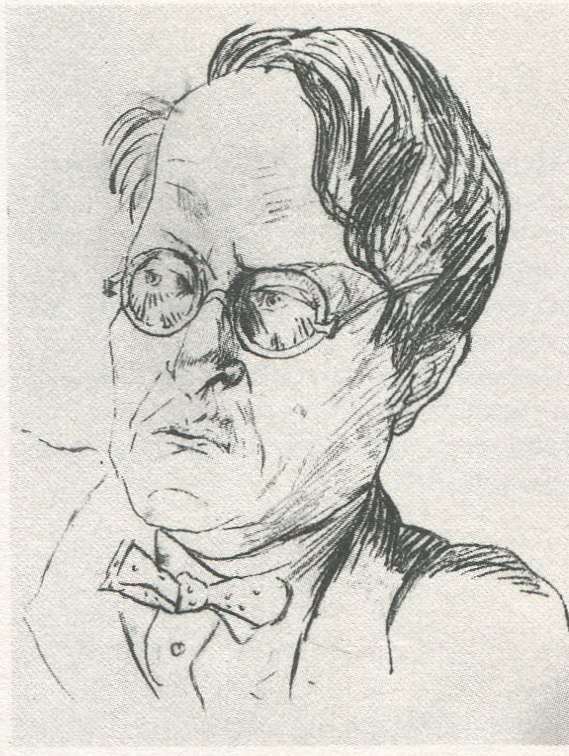
ルネ・シッケレ-文学者
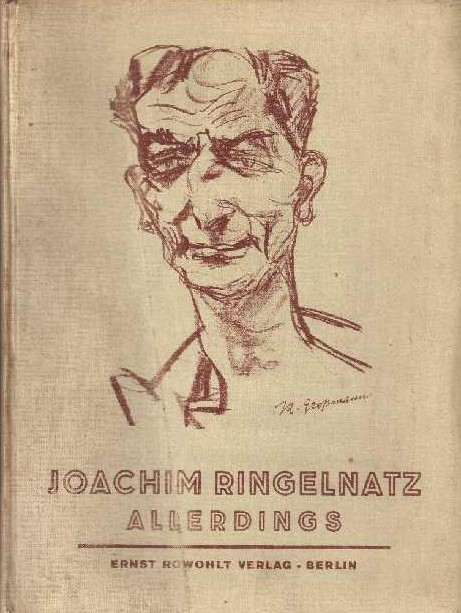
ヨアヒム・リンゲルナッツ
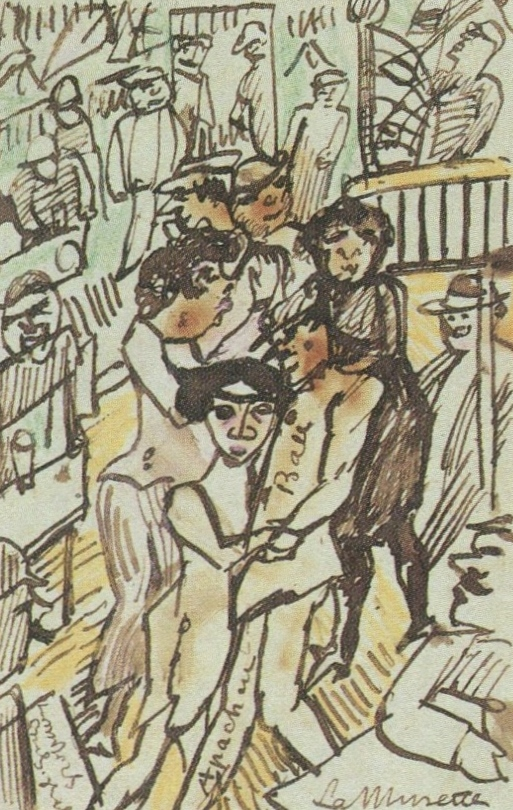
(1912)